# Kröslin
Kröslin is een gemeente in de Duitse deelstaat Mecklenburg-Voor-Pommeren, en maakt deel uit van de Landkreis Vorpommern-Greifswald.
Kröslin telt 1.756 inwoners.

## Geografie
Kröslin grenst ten oosten aan de Peenestroom. Ten zuiden en ten westen bevinden zich de gemeenten Rubenow en Lubmin. Tot Kröslin behoren ook de eilanden Ruden en Greifswalder Oie. De gemeente ligt volledig in het Natuurpark Usedom.

## Geschiedenis
Kröslin wordt in 1228 voor het eerst vermeld. In 1302 wordt het dorp verkocht aan het klooster van Eldena. In 1305 wordt Kröslin een kerspel, doordat Kröslinse kapel zich verbindt aan de moederkerk in Wolgast. Vanaf 1900 wint het dorp aan betekenis door de visserij, waardoor ook het aantal inwoners toeneemt.

### Dorpen
- Freest
- Hollendorf
- Karrin
- Kröslin
- Spandowerhagen